# Il pelo nel mondo
Il pelo nel mondo è un film del 1964 diretto da Antonio Margheriti e Marco Vicario.

## Trama
Un documentario che è suddiviso in vari episodi. Si passa dai night club fino alle tribù selvagge orientali. A spezzare l'andamento, alcune sequenze particolarmente violente: scontri fra galli, decapitazioni di animali e riprese di corrida.

## Produzione
Rientra nel filone dei mondo movie, reportage semi-ricostruiti il cui vero intento è stupire lo spettatore e provocare disgusto per alcune attitudini umane. Gli autori si sono spinti, oltre che in Europa ed in America, in territori più angusti: alcune scene sono state realizzate in Papua Nuova Guinea e nel Laos.
È l'unico docu-film diretto da Antonio Margheriti.
I titoli di testa sono stati realizzati dalla Incom.

## Colonna sonora
L'edizione musicale (Beat Records) è stata curata dal Maestro Bruno Nicolai, in collaborazione con Nino Oliviero. Uscì in formato long play e fu distribuito anche per il mercato estero.

## Distribuzione
Uscito nelle sale cinematografiche europee nel giugno del 1964, fu, successivamente, esportato all'estero. È conosciuto col titolo Go! Go! Go! World.
Ha avuto, in seguito, poche edizioni home video, prevalentemente in formato VHS.

## Accoglienza
Paolo Mereghetti, nel suo dizionario omonimo, assegna una stella, sottolineando come il film sia «squallido, insopportabile e con battute misogine. Tra le poche curiosità di costume, l'insistenza sui trans».